# The Pains of Being Pure at Heart (альбом)
The Pains of Being Pure at Heart — дебютный студийный альбом нью-йоркской группы The Pains of Being Pure at Heart, играющей в стиле инди-поп. Диск был записан на студии Honeyland в Бруклине, сведён Арчи Муром и издан 3 февраля 2009 года. Пластинка встретила тёплый приём у критиков и получила 76 баллов из 100 на сайте Metacritic. Сайт Allmusic сравнил её звучание с такими группами, как My Bloody Valentine, Ride, The Field Mice и исполнителями, издававшимися на лейбле Sarah Records, а журнал Rolling Stone — с The Jesus and Mary Chain. В декабре 2009 года в музыкальной программе The Sound of Confusion на радиостанции Radio Scilly альбом был признан лучшим диском года и четвёртым за десятилетие.

## Список композиций
1. «Contender» — 2:40
2. «Come Saturday» — 3:17
3. «Young Adult Friction» — 4:07
4. «This Love Is Fucking Right!» — 3:15
5. «The Tenure Itch» — 3:45
6. «Stay Alive» — 4:56
7. «Everything with You» — 2:59
8. «A Teenager in Love» — 3:24
9. «Hey Paul» — 2:03
10. «Gentle Sons» — 4:32

## Синглы
- «Everything with You» (17 ноября 2008)

1. «Everything with You»
2. «The Pains of Being Pure at Heart»

- «Young Adult Friction» (31 марта 2009)

1. «Young Adult Friction»
2. «Ramona»

- «Come Saturday» (8 сентября 2009)

1. «Come Saturday»
2. «Side Ponytail»